# Kenneth Mars
Kenneth Mars (Chicago, 4 de abril de 1935 - Granada Hills, 12 de fevereiro de 2011) foi um ator estadunidense.
Seus principais trabalhos no cinemas foram no filme Young Frankenstein (O Jovem Frankenstein), The Producers (Primavera para Hitler), Radio Days (A Era do Rádio) e Shadows and Fog (Neblina e Sombras), entre outros.
O ator faleceu no dia 12 de fevereiro de 2011 em decorrência de um câncer no pâncreas.

## Filmografia

### Filmes
| Ano  | Título                                                 | Papel                                           | Notas                             |
| ---- | ------------------------------------------------------ | ----------------------------------------------- | --------------------------------- |
| 1963 | Act One                                                | Robert E. Sherwood                              |                                   |
| 1967 | Primavera para Hitler                                  | Franz Liebkind                                  |                                   |
| 1969 | The April Fools                                        | Les Hopkins                                     |                                   |
| 1969 | Butch Cassidy e o Sundance Kid                         | Marechal                                        |                                   |
| 1969 | Viva Max!                                              | Dr. Sam Gillison                                |                                   |
| 1971 | Desperate Characters                                   | Otto Bentwood                                   |                                   |
| 1972 | What's Up, Doc?                                        | Hugh Simon                                      |                                   |
| 1974 | The Parallax View                                      | Ex-agente do FBI Will                           |                                   |
| 1974 | O Jovem Frankenstein                                   | Inspetor de Polícia Hans Wilhelm Friedrich Kemp |                                   |
| 1975 | Night Moves                                            | Nick                                            |                                   |
| 1978 | Goin' Coconuts                                         | Kruse                                           |                                   |
| 1979 | The Apple Dumpling Gang Rides Again                    | Marechal Woolly Bill Hitchcock                  |                                   |
| 1981 | Full Moon High                                         | Treinador Cleveland / Diretor Cleveland         |                                   |
| 1983 | Yellowbeard                                            | Sr. Crisp & Verdugo (duplo papel)               |                                   |
| 1984 | Prince Jack                                            | Lyndon B. Johnson                               |                                   |
| 1984 | Protocol                                               | Lou                                             |                                   |
| 1985 | Fletch                                                 | Stanton Boyd                                    |                                   |
| 1985 | Beer                                                   | Adolphe Norbecker                               |                                   |
| 1986 | The Adventures of the American Rabbit                  | Walt / Vultor the Buzzard                       | Voz                               |
| 1987 | A Era do Rádio                                         | Rabino Baumel                                   |                                   |
| 1988 | For Keeps                                              | Sr. Bobrucz                                     |                                   |
| 1988 | Illegally Yours                                        | Hal B. Keeler                                   |                                   |
| 1988 | Rented Lips                                            | Rev. Farrell                                    |                                   |
| 1989 | Police Academy 6: City Under Siege                     | O prefeito                                      |                                   |
| 1989 | A Pequena Sereia                                       | Rei Tritão                                      | Voz                               |
| 1991 | Shadows and Fog                                        | Armstead, o Mágico                              |                                   |
| 1993 | We're Back! A Dinosaur's Story                         | Professor Screweyes                             | Voz                               |
| 1994 | The Land Before Time II: The Great Valley Adventure    | Vovô Pescoçudo                                  | Voz, lançado diretamente em vídeo |
| 1994 | Polegarzinha                                           | Rei Colbert                                     | Voz                               |
| 1995 | Rough Magic                                            | Mágico                                          |                                   |
| 1995 | The Land Before Time III: The Time of the Great Giving | Vovô Pescoçudo                                  | Voz, lançado diretamente em vídeo |
| 1996 | Citizen Ruth                                           | Dr. Charlie Rollins                             |                                   |
| 1996 | The Land Before Time IV: Journey Through the Mists     | Vovô Pescoçudo                                  | Voz, lançado diretamente em vídeo |
| 1996 | Bruno the Kid: The Animated Movie                      | Professor Van Trapp                             | Voz, lançado diretamente em vídeo |
| 1997 | The Land Before Time V: The Mysterious Island          | Vovô Pescoçudo                                  | Voz, lançado diretamente em vídeo |
| 1998 | The Land Before Time VI: The Secret of Saurus Rock     | Vovô Pescoçudo                                  | Voz, lançado diretamente em vídeo |
| 2000 | A Pequena Sereia II: O Retorno para o Mar              | Rei Tritão                                      | Voz, lançado diretamente em vídeo |
| 2000 | The Land Before Time VII: The Stone of Cold Fire       | Vovô Pescoçudo                                  | Voz, lançado diretamente em vídeo |
| 2001 | The Land Before Time VIII: The Big Freeze              | Vovô Pescoçudo                                  | Voz, lançado diretamente em vídeo |
| 2002 | The Land Before Time IX: Journey to Big Water          | Vovô Pescoçudo                                  | Voz, lançado diretamente em vídeo |
| 2002 | Teddy Bears' Picnic                                    | Gene Molinari                                   |                                   |
| 2003 | The Land Before Time X: The Great Longneck Migration   | Vovô Pescoçudo                                  | Voz, lançado diretamente em vídeo |
| 2005 | The Land Before Time XI: Invasion of the Tinysauruses  | Vovô Pescoçudo                                  | Voz, lançado diretamente em vídeo |
| 2006 | The Land Before Time XII: The Great Day of the Flyers  | Vovô Pescoçudo                                  | Voz, lançado diretamente em vídeo |

### Televisão
| Ano     | Título                                       | Papel                                                        | Notas                                                                           |
| ------- | -------------------------------------------- | ------------------------------------------------------------ | ------------------------------------------------------------------------------- |
| 1967    | Gunsmoke                                     | Clyde Hayes                                                  | Episódio: "The Returning"                                                       |
| 1967–68 | He & She                                     | Harry Zarakartos                                             | 21 episódios                                                                    |
| 1968–70 | The Ghost & Mrs. Muir                        | Joshua T. Albertson / Ellsworth Gordon                       | 2 episódios                                                                     |
| 1973    | Hawkins                                      | Lester De Ville                                              | Episódio: "Murder in Movieland"                                                 |
| 1973    | Guess Who's Sleeping in My Bed?              | Mitchell Bernard                                             | Filme para TV                                                                   |
| 1974    | Hello Mother, Goodbye!                       |                                                              | Piloto para TV                                                                  |
| 1975    | Mulher-Maravilha                             | Coronel Von Blasko                                           | Episódio: "The New Original Wonder Woman"                                       |
| 1975    | It's a Bird...It's a Plane...It's Superman   | Max Mencken                                                  | Especial de TV                                                                  |
| 1977    | Columbo                                      | Mike                                                         | Episódio: "The Bye-Bye Sky High I.Q. Murder Case"                               |
| 1977    | Fernwood 2 Night                             | William W.D. "Bud" Prize                                     | 8 episódios                                                                     |
| 1977    | Baa Baa Black Sheep                          | Harold French                                                | Episódio: "Five the Hard Way"                                                   |
| 1978    | America 2-Night                              | William W.D. "Bud" Prize                                     | 3 episódios                                                                     |
| 1979    | Carol Burnett & Company                      | Vários                                                       |                                                                                 |
| 1980    | Hart to Hart                                 | Dr. Cobb                                                     | Episódio: "Murder Is a Man's Best Friend"                                       |
| 1981    | The Facts of Life                            | Sr. Harris                                                   | Episódio: "Gossip"                                                              |
| 1981–89 | Os Smurfs                                    | Rei Bullrush, vozes adicionais                               | Voz, 21 episódios                                                               |
| 1983    | The Biskitts                                 | Max, Fetch, Snarl                                            | Voz                                                                             |
| 1983    | The New Scooby-Doo Mysteries                 | Orson Kane                                                   | Voz, episódio: "The Hand of Horror"                                             |
| 1985    | Misfits of Science                           | Senador Donner                                               | Episódio: "Deep Freeze"                                                         |
| 1987–90 | DuckTales                                    | Vulcan                                                       | Voz, 2 episódios                                                                |
| 1988–91 | A Pup Named Scooby-Doo                       | Sr. Trixenstuff, Fantasma de McMuttmauler, vozes adicionais  | Voz, 14 episódios                                                               |
| 1989    | Get Smart, Again!                            | Comandante Drury                                             | Filme para TV                                                                   |
| 1990–91 | TaleSpin                                     | Heimlich Menudo / Buzz                                       | Voz, 3 episódios                                                                |
| 1990    | Tiny Toon Adventures                         | Flavio                                                       | Voz, episódio: "Hollywood Plucky"                                               |
| 1990    | Timeless Tales from Hallmark                 | Sr. Budgeknot                                                | Episódio: "Polegarzinha"                                                        |
| 1991    | Darkwing Duck                                | Tuskernini                                                   | Voz, 6 episódios                                                                |
| 1992    | Um Maluco no Pedaço                          | Homeless Man (sem título em português oficial para episódio) | Episódio: "Honeymoon in L.A.: Part 2"                                           |
| 1992    | Captain Planet and the Planeteers            | Moisha Lowkowitz                                             | Voz, episódio: "If It's Doomsday, This Must Be Belfast" Creditado como Ken Mars |
| 1992–94 | A Pequena Sereia                             | Rei Tritão                                                   | Voz, 25 episódios                                                               |
| 1992    | Fievel's American Tails                      | Sweet William                                                | Voz, 6 episódios                                                                |
| 1993    | The Pink Panther                             | O Comissário                                                 | Voz, 5 episódios                                                                |
| 1993    | Bonkers                                      | Gloomy                                                       | Voz, episódio: "The Toon That Ate Hollywood"                                    |
| 1993    | Animaniacs                                   | Beethoven                                                    | Voz, episódio: "Roll Over, Beethoven"                                           |
| 1994    | Star Trek: Deep Space Nine                   | Colyus                                                       | Episódio: "Shadowplay"                                                          |
| 1994–95 | Batman: The Animated Series                  | M2, Richard                                                  | Voz, 2 episódios                                                                |
| 1995    | Diagnosis: Murder                            | Walter Carstairs                                             | Episódio: "How to Murder Your Lawyer"                                           |
| 1995    | Freakazoid!                                  | Dr. Gunter Hunterhanker                                      | Voz, episódio: "Candle Jack"                                                    |
| 1996    | Lois & Clark: The New Adventures of Superman | Grant Gendell                                                | Episódio : "Bob and Carol and Lois and Clark"                                   |
| 1996    | The Real Adventures of Jonny Quest           | Faust                                                        | Voz, episódio: "The Alchemist"                                                  |
| 1997    | The Drew Carey Show                          | Sr. Tinsley                                                  | Episódio: "Hello/Goodbye"                                                       |
| 1997    | The Naked Truth                              | Juiz                                                         | Episódio: "The Truth"                                                           |
| 1997–98 | Life with Louie                              | O prefeito / Padre / Rabino / Doutor                         | Voz, 4 episódios                                                                |
| 1997    | Police Academy: The Series                   | Dr. Otis P. Quackenbush                                      | Episódio: "Les Is More"                                                         |
| 1998    | Godzilla: The Series                         | Dr. Alexander Preloran                                       | Voz, episódio: "Leviathan"                                                      |
| 2001    | Becker                                       | Melvin Golar                                                 | 3 episódios                                                                     |
| 2001    | Just Shoot Me!                               | Horst                                                        | Episódio: "Fanny Finch"                                                         |
| 2002–04 | Malcolm in the Middle                        | Otto Mannkusser                                              | 25 episódios                                                                    |
| 2004    | Oliver Beene                                 | Carl, o zelador                                              | Episódio: "Fallout"                                                             |
| 2007    | Hannah Montana                               | Gunter, o estalajadeiro                                      | Episódio: "School Bully"                                                        |
| 2007–08 | The Land Before Time                         | Vovô Pescoçudo                                               | Voz, 9 episódios                                                                |

### Jogos eletrônicos
| Ano  | Título            | Papel                  |
| ---- | ----------------- | ---------------------- |
| 1997 | Fallout           | Supervisor do Vault 13 |
| 2002 | Kingdom Hearts    | Rei Tritão             |
| 2006 | Kingdom Hearts II | Rei Tritão             |